# Campionat de França de Rugbi Top-14 2013-2014
El Campionat de França de Rugbi Top-14 2013-2014 està organitzat per la Lliga Nacional de Rugbi de França. El vigent campió és el Castres Olympique que guanyà l'Escut de Brennus la temporada passada. Els castresos van assolir també el trofeu fa vint anys. La temporada va començar el divendres 16 d'agost del 2013. Va acabar el 31 de maig del 2014 amb la victòria del Rugby Club Toulonnais contra el Castres Olympique.

## Fase preliminar
| Clubs                 | AB      | BO      | USBB    | CABC    | CO      | ASM     | FCG     | MHRC    | USO     | USAP    | RCF     | SF      | RCT     | ST      |
| --------------------- | ------- | ------- | ------- | ------- | ------- | ------- | ------- | ------- | ------- | ------- | ------- | ------- | ------- | ------- |
| Aviron Bayonnais      |         | 27 – 19 | 22 – 23 | 9 – 6   | 23 – 13 | 18 – 9  | 24 – 21 | 24 – 19 | 39 – 11 | 31 – 20 | 16 – 19 | 24 – 19 | 9 – 15  | 21 – 13 |
| Biarritz Olympique    | 8 – 11  |         | 15 – 22 | 19 – 13 | 34 – 34 | 18 – 22 | 21 – 27 | 19 – 12 | 22 – 24 | 12 – 16 | 9 – 6   | 6 – 18  | 13 – 24 | 6 – 16  |
| US Bordeaux Bègles    | 34 – 6  | 54 – 20 |         | 27 – 23 | 21 – 20 | 26 – 16 | 38 – 17 | 29 – 36 | 35 – 10 | 23 – 5  | 25 – 9  | 45 – 23 | 20 – 22 | 31 – 25 |
| CA Brive-Corrèze      | 17 – 10 | 9 – 14  | 25 – 12 |         | 34 – 0  | 26 – 24 | 31 – 6  | 15 – 9  | 19 – 17 | 31 – 6  | 9 – 9   | 28 – 12 | 23 – 10 | 25 – 13 |
| Castres Olympique     | 46 – 16 | 39 – 0  | 15 – 9  | 38 – 6  |         | 22 – 22 | 34 – 6  | 22 – 15 | 17 – 16 | 37 – 13 | 19 – 15 | 38 – 10 | 22 – 15 | 29 – 27 |
| Clermont Auvergne     | 55 – 0  | 35 – 6  | 40 – 11 | 36 – 29 | 23 – 11 |         | 27 – 13 | 42 – 16 | 33 – 19 | 25 – 22 | 47 – 14 | 25 – 13 | 22 – 16 | 38 – 18 |
| FC Grenoble           | 21 – 21 | 20 – 22 | 21 – 14 | 12 – 12 | 20 – 16 | 16 – 13 |         | 30 – 36 | 23 – 10 | 25 – 19 | 13 – 26 | 19 – 16 | 28 – 26 | 25 – 18 |
| Montpellier HRC       | 43 – 27 | 48 – 22 | 28 – 23 | 33 – 24 | 16 – 20 | 43 – 3  | 25 – 18 |         | 45 – 20 | 50 – 19 | 44 – 10 | 19 – 10 | 22 – 22 | 25 – 0  |
| US Oyonnax            | 9 – 6   | 24 – 22 | 26 – 12 | 26 – 9  | 19 – 9  | 30 – 19 | 40 – 13 | 8 – 22  |         | 22 – 9  | 6 – 0   | 15 – 16 | 25 – 22 | 19 – 19 |
| USA Perpinyà          | 20 – 8  | 16 – 10 | 31 – 20 | 12 – 6  | 26 – 23 | 23 – 30 | 36 – 13 | 28 – 16 | 22 – 12 |         | 19 – 19 | 27 – 28 | 31 – 46 | 20 – 16 |
| Racing Club de France | 18 – 8  | 37 – 7  | 26 – 19 | 19 – 14 | 25 – 15 | 22 – 6  | 20 – 22 | 17 – 12 | 22 – 9  | 19 – 16 |         | 16 – 12 | 14 – 3  | 25 – 5  |
| Stade Français        | 13 – 9  | 38 – 3  | 37 – 23 | 25 – 18 | 32 – 6  | 23 – 16 | 21 – 6  | 18 – 11 | 29 – 26 | 19 – 12 | 22 – 31 |         | 23 – 0  | 27 – 27 |
| Rugby Club Toulonnais | 18 – 12 | 33 – 20 | 37 – 17 | 62 – 12 | 19 – 13 | 25 – 19 | 21 – 22 | 43 – 10 | 64 – 10 | 15 – 9  | 41 – 14 | 17 – 15 |         | 32 – 28 |
| Stade Toulousain      | 40 – 3  | 31 – 7  | 18 – 16 | 16 – 9  | 26 – 9  | 19 – 12 | 38 – 8  | 12 – 15 | 14 – 3  | 37 – 9  | 30 – 6  | 28 – 10 | 13 – 12 |         |

## Classificació
| Classificació general del Top 14 | Classificació general del Top 14 | Classificació general del Top 14 | Classificació general del Top 14 | Classificació general del Top 14 | Classificació general del Top 14 | Classificació general del Top 14 | Classificació general del Top 14 | Classificació general del Top 14 | Classificació general del Top 14 | Classificació general del Top 14 | Classificació general del Top 14 | Classificació general del Top 14 | Classificació general del Top 14 | Classificació general del Top 14 |
| Class.                           | Clubs                            | Pts                              | J                                | G                                | E                                | P                                | B0                               | BD                               | pf                               | pc                               | p±                               | af                               | ac                               | a±                               |
| -------------------------------- | -------------------------------- | -------------------------------- | -------------------------------- | -------------------------------- | -------------------------------- | -------------------------------- | -------------------------------- | -------------------------------- | -------------------------------- | -------------------------------- | -------------------------------- | -------------------------------- | -------------------------------- | -------------------------------- |
| 1.                               | Rugby Club Toulonnais            | 77                               | 26                               | 16                               | 1                                | 9                                | 5                                | 6                                | 660                              | 466                              | 194                              | 54                               | 27                               | 27                               |
| 2.                               | Montpellier HRC                  | 76                               | 26                               | 15                               | 1                                | 10                               | 7                                | 7                                | 670                              | 525                              | 145                              | 59                               | 46                               | 13                               |
| 3.                               | Clermont Auvergne                | 73                               | 26                               | 15                               | 1                                | 10                               | 6                                | 5                                | 659                              | 500                              | 159                              | 59                               | 37                               | 22                               |
| 4.                               | Stade Toulousain                 | 69                               | 26                               | 13                               | 2                                | 11                               | 7                                | 6                                | 548                              | 442                              | 106                              | 53                               | 30                               | 23                               |
| 5.                               | Racing Club de France            | 69                               | 26                               | 15                               | 2                                | 9                                | 1                                | 4                                | 459                              | 448                              | 11                               | 32                               | 34                               | -2                               |
| 6.                               | Castres Olympique                | 66                               | 26                               | 13                               | 2                                | 11                               | 6                                | 4                                | 567                              | 488                              | 79                               | 50                               | 34                               | 16                               |
| 7.                               | Stade Français                   | 65                               | 26                               | 14                               | 1                                | 11                               | 3                                | 4                                | 529                              | 496                              | 33                               | 46                               | 46                               | 0                                |
| 8.                               | US Bordeaux Bègles               | 64                               | 26                               | 13                               | 0                                | 13                               | 5                                | 7                                | 629                              | 573                              | 56                               | 58                               | 44                               | 14                               |
| 9.                               | CA Brive-Corrèze                 | 61                               | 26                               | 11                               | 2                                | 13                               | 4                                | 9                                | 473                              | 476                              | -3                               | 31                               | 36                               | -5                               |
| 10.                              | Aviron Bayonnais                 | 54                               | 26                               | 11                               | 1                                | 14                               | 1                                | 7                                | 424                              | 549                              | -125                             | 29                               | 48                               | -19                              |
| 11.                              | FC Grenoble                      | 53                               | 26                               | 11                               | 2                                | 13                               | 1                                | 4                                | 465                              | 625                              | -160                             | 32                               | 52                               | -20                              |
| 12.                              | US Oyonnax                       | 51                               | 26                               | 11                               | 1                                | 14                               | 1                                | 4                                | 456                              | 562                              | -106                             | 34                               | 49                               | -15                              |
| 13.                              | USA Perpinyà                     | 51                               | 26                               | 10                               | 1                                | 15                               | 2                                | 7                                | 486                              | 593                              | -107                             | 35                               | 48                               | -13                              |
| 14.                              | Biarritz Olympique               | 30                               | 26                               | 5                                | 1                                | 20                               | 0                                | 8                                | 374                              | 656                              | -282                             | 27                               | 68                               | -41                              |

## Fase final
| Lliguetes prèvies a semifinals | Lliguetes prèvies a semifinals | Lliguetes prèvies a semifinals |
| ------------------------------ | ------------------------------ | ------------------------------ |
| Stade Toulousain               | 16 – 21                        | Racing Club de France          |
| Clermont Auvergne              | 16 –22                         | Castres Olympique              |

| Semifinals            | Semifinals | Semifinals            |
| --------------------- | ---------- | --------------------- |
| Rugby Club Toulonnais | 16 – 6     | Racing Club de France |
| Montpellier HRC       | 19 – 22    | Castres Olympique     |

| Final                 | Final   | Final             |
| --------------------- | ------- | ----------------- |
| Rugby Club Toulonnais | 18 – 10 | Castres Olympique |

| Campió                |
| --------------------- |
| Rugby Club Toulonnais |